# Bruno Bayerl
Bruno Bayerl OPraem auch Bruno Baierl (* 26. November 1831 in Sítiny bei Mnichov, Böhmen als Wenzel Bayerl; † 4. August 1887 bei Tepl, Böhmen) war ein römisch-katholischer Ordenspriester und zwischen 1880 und 1887 Abt des Stiftes Tepl.

## Leben
Bayerl wurde in Sítiny (deutsch: Rauschenbach) geboren und maturierte am deutschen Gymnasium in Pilsen, das damals von Chorherren aus Tepl betreut wurde. Am 21. September 1851 begann er unter dem Ordensnamen Bruno das Noviziat im Stift Tepl und studierte von 1853 bis 1854 an der theologischen Hauslehranstalt seines Klosters. Nach der Profess am 24. September 1854 und seiner Priesterweihe am 3. August 1856, kehrte Bayerl ans Pilsener Gymnasium zurück, um Geschichte, Geographie und Deutsch zu unterrichten. 1873 erfolgte die Ernennung zum Direktor des Gymnasiums.
Am 12. Mai 1880 wurde Bayerl vom Konvent des Stiftes Tepl in Nachfolge von Maximilian Liebsch zum Abt gewählt. Bayerl setzte die Bautätigkeit seiner Vorgänger im Kurort Marienbad fort, wo er für das Stift weitere Grundstücke erwarb. In den Stiftspfarren von Pernharz und Landek ließ er neue Pfarrhöfe errichten. Als Visitator war er für die Prämonstratenserklöster im Kaisertum Österreich zuständig. Bayerl beteiligte sich an der kirchliche Stellungnahme zur sogenannten Kongruafrage, die am 10. Juni 1884 auf einer Konferenz der Bischöfe Böhmens in Prag thematisiert wurde und die staatliche Unterstützung zur Besoldung Geistlicher und kirchlicher Angestellte behandelte. 1885 nominierte das Wahlkomitee der „conservativen Deutschen in Böhmen“ Bayerl unter anderem zum Kandidaten für den Bezirk Tepl.
Am 2. August 1887 beteiligte sich der bereits kränkliche Bayerl am aufwändigen Empfang von Kronprinzessin Stephanie von Belgien in Marienbad und führte die Monarchin persönlich durch die Einrichtungen des Kurortes. Bei der Rückfahrt erlitt Bayerl einen Schlaganfall. Er starb am 4. August 1887. Die Einsegnung erfolgte durch den Generalabt des Prämonstratenserordens, Sigismund Stary, im Marienbader Stiftshaus „Goldene Kugel“, wohin der Leichnam überführt wurde, um nach einem Requiem am Friedhof von Tepl bestattet zu werden.
Bayerl ist mit dem österreichischen Benediktiner und Militärgeistlichen, Bruno Spitzl, verwandt.

## Veröffentlichungen
- Die Einnahme Pilsens durch Ernst Grafen von Mansfeld i. J. 1618. In: Jahresbericht des K.K. Gymnasiums zu Pilsen. Für das Schuljahr. 1873, ZDB-ID 2037871-3.
- Zur Geschichte und Statistik des Gymnasiums. In: Jahresbericht des K.K. Gymnasiums zu Pilsen. 1876, ZDB-ID 2137282-2 (3 Teile in Jahrgang 1876–1879).